# Tricyrtis ravenii
Tricyrtis ravenii är en liljeväxtart som beskrevs av C.I Peng och Tiang. Tricyrtis ravenii ingår i släktet skuggliljor, och familjen liljeväxter. Inga underarter finns listade.